# Несторица
Несторица (на средногръцки: Νεστορἰζης) е велможа и военачалник в Първото българско царство по времето на цар Самуил (997 – 1014).
През лятото на 1014 г. Самуил поверява на Несторица силна войска, за да извърши диверсия в района на Солун по същото време, когато византийската армия начело с император Василий II нахлува в България през Ключката клисура между планините Беласица и Огражден. Нападението срещу Солун завършва с тежко поражение на Несторица, а по-късно през същото лято Василий II успява да унищожи 15-хилядна българска войска при Ключ.
След гибелта на цар Иван Владислав през 1018 г. Несторица се нарежда между онези български боляри, които, за разлика от Матеица, Ивац и Сермон, предпочитат да се покорят на византийския император. Заедно със своя отряд войници, той се явява в лагера на Василий II край Охрид и получава почести в замяна на подчинението си.